# Гонки по вертикалі
«Гонки по вертикалі» — радянський трисерійний детективний телевізійний фільм Олександра Муратова, знятий 1982 року на кіностудії ім. О. Довженка за однойменною повістю Аркадія та Георгірія Вайнерів.

## Синопсис
У фільмі слідчий Тихонов (Андрій М'ягков) протистоїть злодію на прізвисько «Батон» (Валентин Гафт).

## У ролях
- Андрій М'ягков — Станіслав Тихонов, слідчий
- Валентин Гафт — Льоха Дєдушкін, злодій «Батон»
- Володимир Сальников — Олександр Савельєв, помічник Тихонова
- Микола Засухін — Володимир Шарапов, начальник Тихонова
- Галина Польських — Зося, подруга «Батона»
- Станіслав Чекан
- Зінаїда Дехтярьова
- Віктор Мірошниченко
- Капітоліна Іллєнко
- Володимир Дружников
- Нінель Мишкова
- Валерій Носик
- Сергій Пономаренко — Коломієць
- Ірина Бразговка — Людмила Розніна, працівникця архіву